# David P. Harmon
Pour les articles homonymes, voir Harmon.
David P. Harmon est un scénariste et producteur américain né le 3 septembre 1918 à Buffalo (New York) et décédé le 28 août 2001 à Los Angeles.

## Filmographie

### Comme scénariste
- 1956 : Johnny Concho de Don McGuire
- 1956 : Reprisal!
- 1957 : The Shadow on the Window (en) de William Asher
- 1958 : The Big Beat
- 1958 : Duel dans la Sierra (The Last of the Fast Guns) de George Sherman
- 1962 : Les Amours enchantées (The Wonderful World of the Brothers Grimm) de George Pal
- 1964 : L'Intrigo
- 1968 : Call to Danger (TV)
- 1969 : Honeymoon with a Stranger (TV)
- 1972 : Killer by Night (TV)
- 1975 : Mystère sur le vol 502 (en) (Murder on Flight 502) de George McCowan (TV)
- 1978 : Rescue from Gilligan's Island (en) (TV)
- 1981 : The Harlem Globetrotters on Gilligan's Island (en) (TV)

### Comme producteur
- 1991 : When It Was a Game (TV)